# Einwohnerentwicklung von Kędzierzyn-Koźle

Stadtwappen

Dieser Artikel gibt die Einwohnerentwicklung von Kędzierzyn-Koźle (Kandrzin-Cosel) und seiner Vorgängerstädte tabellarisch und grafisch wieder.
Am 30. Juni 2012 betrug die Amtliche Einwohnerzahl für Kędzierzyn-Koźle 63.772. Die höchste Einwohnerzahl hatte Kędzierzyn-Koźle nach Angaben der GUS im Jahr 1986 mit 72.979 Einwohnern.

## Einwohnerentwicklung
- 1975 – 69 285
- 1976 – 70 400
- 1977 – 70 900
- 1978 – 67 800 (a)
- 1979 – 68 700
- 1980 – 69 667
- 1981 – 69 648
- 1982 – 70 163
- 1983 – 70 706
- 1984 – 71 738
- 1985 – 72 145
- 1986 – 72 979
- 1987 – 72 905
- 1988 – 72 279 (a)
- 1989 – 71 677
- 1990 – 71 705
- 1991 – 71 308
- 1992 – 70 991
- 1993 – 71 170
- 1994 – 70 853
- 1995 – 70 648
- 1996 – 70 594
- 1997 – 70 436
- 1998 – 70 239
- 1999 – 69 875
- 2000 – 69 600
- 2001 – 69 092
- 2002 – 66 759 (a)
- 2003 – 66 379
- 2004 – 66 102
- 2005 – 65 791
- 2006 – 65 414
- 2007 – 65 161
- 2008 – 64 960

| Jahr | Einwohner | Anmerkungen |
| ---- | --------- | ----------- |
| 2009 | 64 596    |             |
| 2010 | 64 322    |             |
| 2011 | 63 974    |             |
| 2012 | 63 635    |             |
| 2013 | 63 149    |             |
| 2014 | 62 840    |             |
| 2015 | 62 399    |             |
| 2016 | 62 088    |             |
| 2017 | 61 661    |             |
| 2018 | 61 062    |             |
| 2019 | 60 641    |             |
| 2020 | 60 021    |             |

a = Volkszählungsergebnis

## Nationalitäten
Die Volkszählung aus dem Jahr 2002 ergab folgendes Ergebnis bei einer Einwohnerzahl von 67.097:
| Nationalität (Ethnie) | Anzahl | Prozentzahl |
| --------------------- | ------ | ----------- |
| polnisch              | 58.470 | 87,14 %     |
| deutsch               | 2934   | 4,37 %      |
| schlesisch ¹          | 449    | 0,67 %      |
| Roma                  | 167    | 0,25 %      |

¹ schlesisch wird als Nationalität nicht anerkannt, trotzdem ist dieser Begriff bei der Volkszählung 2002 angewendet worden
2002 war nur die Nennung einer Nationalität möglich.